# Ursulinenklooster (Overpelt)

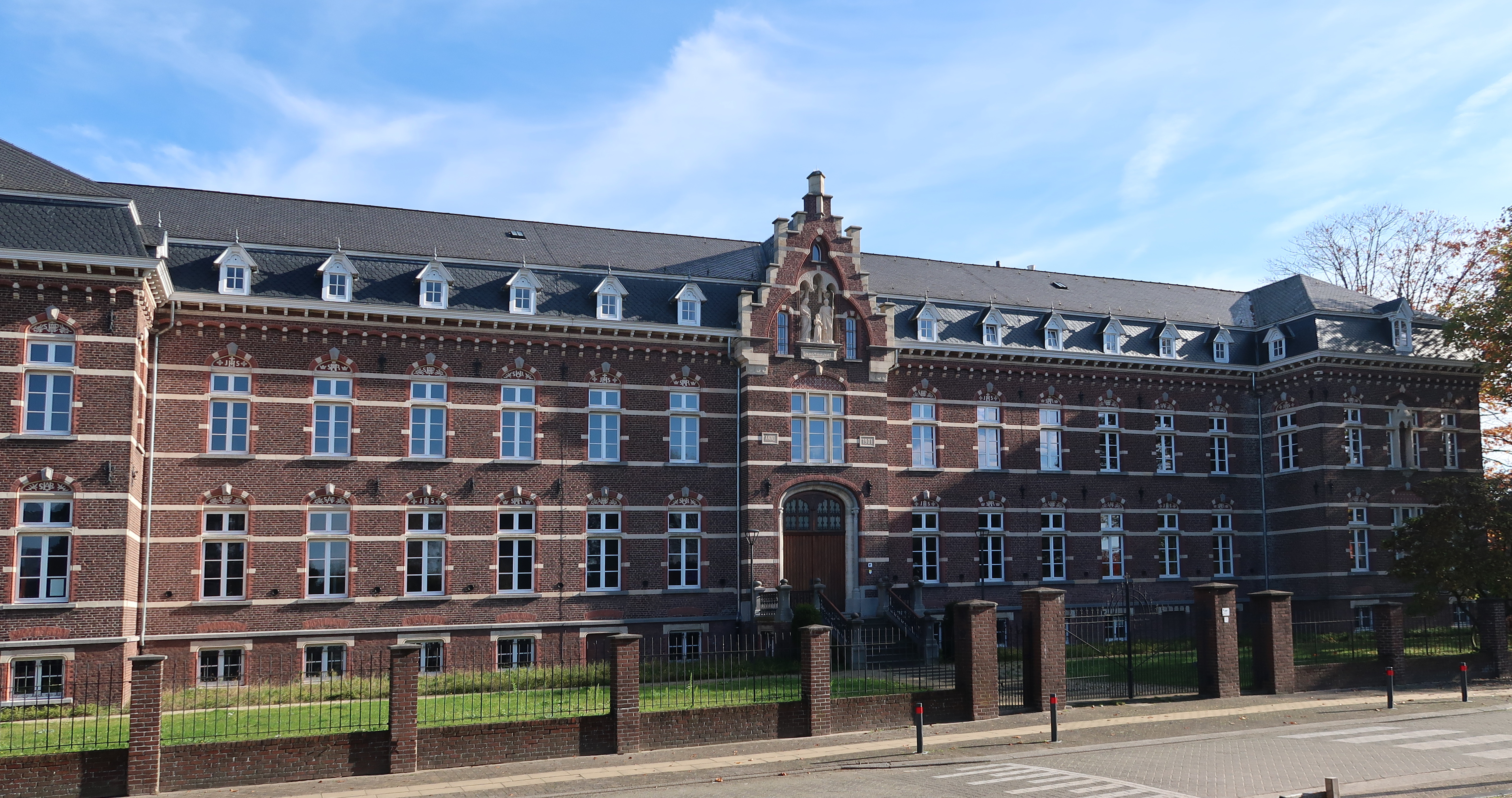
Ursulinenklooster Overpelt

Het Ursulinenklooster is een kloostercomplex van de Zusters Ursulinen te Overpelt, gelegen aan Kloosterstraat 11-17.

## Geschiedenis
De Zusters Ursulinen kwamen op 20 oktober 1902 naar Overpelt en betrokken daar een in 1901 begonnen kloostergebouw, ontworpen door Hyacinth Martens. Op 22 oktober werd de lagere meisjesschool geopend, en op 1 november 1904 werd de bewaarschool opgericht. In 1909 kwam de kloosterboerderij gereed. Op 17 augustus 1909 werd de eerste steen voor de kapel gelegd, die op 5 oktober 1910 werd ingewijd. Het was mogelijk het eerste in gewapend beton uitgevoerde kerkgebouw in Vlaanderen. De kapel is opgetrokken in Engelse neogotische stijl, waarbij een accent op verticale lijnen is gelegd.
Nadat het klooster tijdens de Eerste Wereldoorlog door de bezetter werd gebruikt om Duitse soldaten in te kwartieren, wijdde de kloostergemeenschap zich op 10 juni 1918 aan het Heilig Hart. De naaischool, later huishoudschool, werd geopend op 10 oktober 1920. In 1929 kwam daarvoor een afzonderlijk gebouw gereed, terwijl in hetzelfde jaar ook een Lourdesgrot tot stand kwam. In 1938 werd ook een middelbare school opgestart, zodat een heel scholencomplex tot stand was gekomen.
Tijdens de Tweede Wereldoorlog werden er opnieuw soldaten ingekwartierd, eerst Belgische, later Duitse en ten slotte Engelse. Op 22 januari 1945 sloegen twee Duitse bommen in, die vooral glasschade aanrichtten. In de tweede helft van de 20e eeuw werden nieuwe schoolgebouwen opgezet. Aldus ontstond het Mater Dei-complex.
Tot 1952 was in het klooster ook het hoofdbestuur van de Diocesane Congregatie van de Ursulinen van het bisdom Luik, tevens noviciaat, gevestigd, en van 1903 tot 1940 was er ook een meisjesinternaat.

## Gebouwencomplex
De hoofdgebouwen vertonen een mengeling van Vlaamse neorenaissance en neogotiek. Ook zijn er boerderijgebouwen, waarbij vooral het zeskantige bakstenen pauwenhok opvalt. Het complex is als beschermd monument geklasseerd.